# Cibeureum (Cilimus)
Cibeureum is een bestuurslaag in het regentschap Kuningan van de provincie West-Java, Indonesië. Cibeureum telt 1571 inwoners (volkstelling 2010).